# Établissements René Neymann
Les Établissements René Neymann sont une entreprise familiale de pain azyme basée à Wasselonne dans le Bas-Rhin et fondée en 1850, ce qui fait d'elle le fabricant le plus ancien de France dans son domaine. Depuis le 1er janvier 1976, l'entreprise est exploitée par la Société d'exploitation des Établissements René Neymann, SARL au capital de 100 000 francs, convertis en 15 245 euros, dont le gérant est Jean-Claude Neymann, arrière-petit-fils du fondateur Salomon Neymann.
Les pains azymes de type ashkénaze, consommés en particulier lors de la Pâque juive, sont fabriqués en Alsace par deux sociétés, René Neymann de Wasselonne et Paul Heumann de Soultz-sous-Forêts,. Il y a également un fabricant à Paris.

## Historique

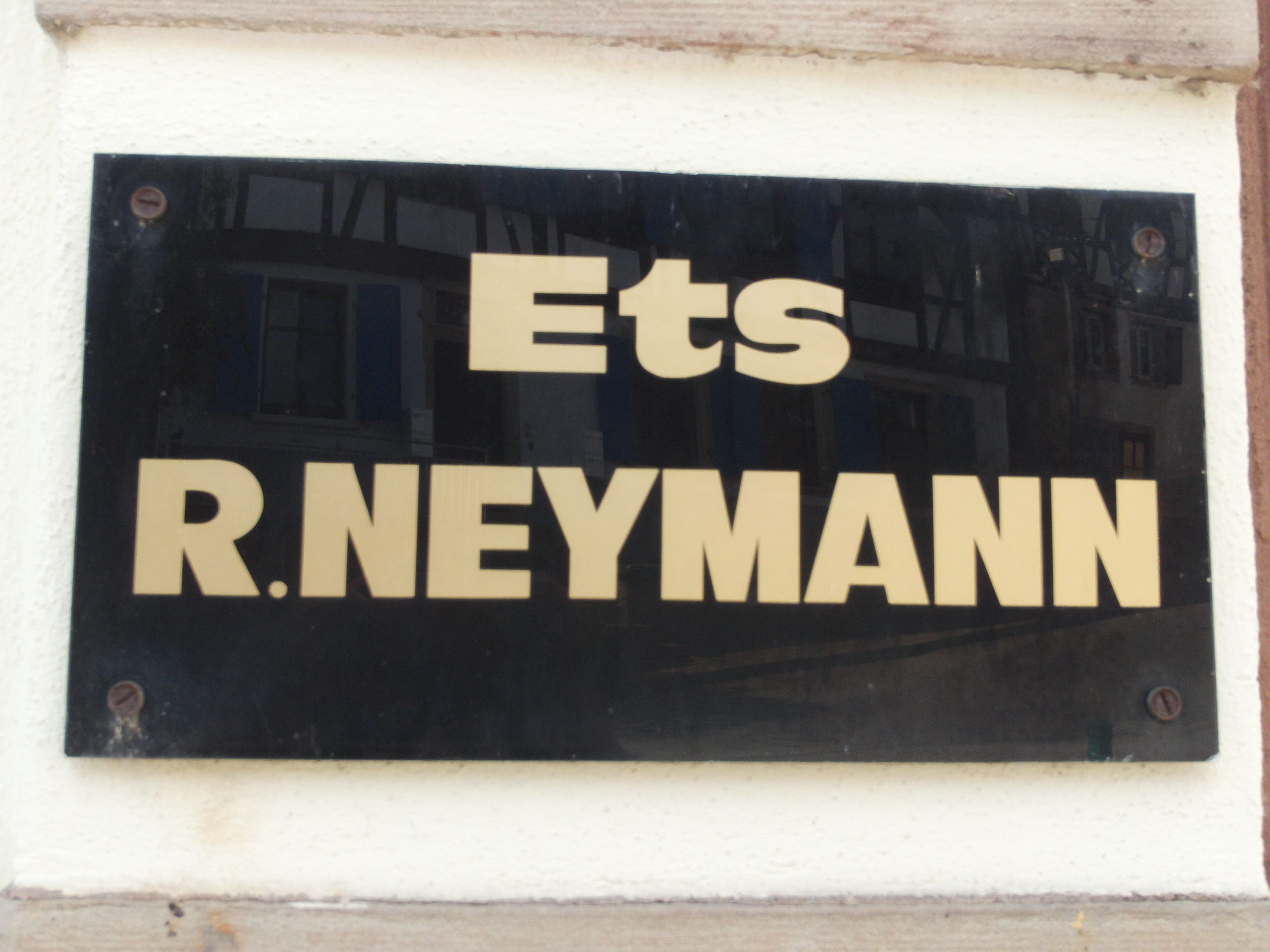
Plaque des Établissements René Neymann devant l'usine.

La société a été fondée en 1850 par Salomon Neymann. Elle s'installe à Wasselonne en 1870. C'est Benoît Neymann qui donne sa renommée à cette entreprise. Jusqu'en 1930, la production du pain azyme est réservée à l'usage religieux. Elle survit aux deux guerres mondiales, même si son activité avait dû cesser pendant la seconde. Les machines ont été volées pendant cette période mais retrouvées plus tard. La production recommence en 1948 grâce à René Neymann. Ce dernier, qui donna son nom à l'entreprise, développa la clientèle. Au milieu du XXe siècle, René Neymann travaille avec son fils Robert et deux ou trois ouvriers et fournissent tout l'Est de la France. 
Le secteur de la biscotterie et de la diététique en France, et la société Neymann prennent leur envol dès 1960. Dans les années 1960-1970, l'entreprise se modernise, la production s'industrialise plus fortement pour répondre à la demande en hausse. En 1970, l'entreprise s'ouvre au large public des amateurs de produits sains et diététiques. En poste depuis 2000 et incarnant la cinquième génération, le patron actuel, Jean-Claude Neymann, a diversifié la gamme de produits proposés et a développé l'export, qui représente aujourd'hui presque deux tiers de la production.
L'entreprise est récompensée en 2015 par l'attribution du label d'Etat Entreprise du Patrimoine Vivant et en 2016 par la remise de la Légion d'honneur à son dirigeant, pour récompenser « le profond engagement de Jean-Claude Neymann pour faire perdurer et développer l’entreprise familiale wasselonnaise de fabrication de pains azymes »,.
Le bâtiment actuel de l'usine historique en plein centre-ville de Wasselonne, est l'ancien chais Ostermann, devenu ensuite l'imprimerie Rosenfelder pendant l'entre-deux-guerres, puis racheté par la société dans les années 1960.

## Développement

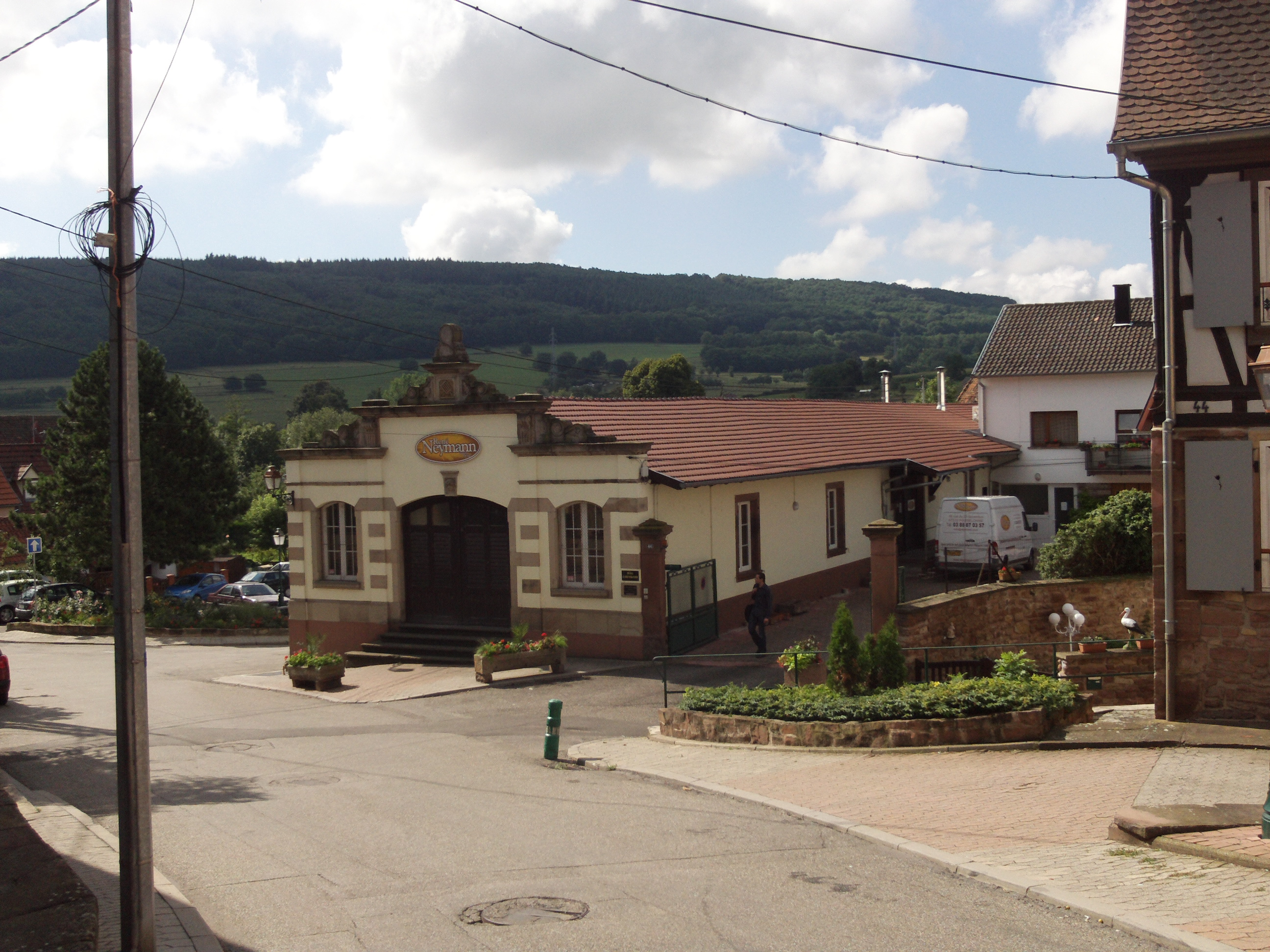
L'unité principale des établissements René Neymann à Wasselonne.

La société exporte une grande partie de sa production vers l'Union européenne, notamment l'Italie, l'Allemagne, les Pays-Bas. Les exportations se font aussi en Suisse, au Japon ou en Russie. L'entreprise a également développé sa gamme de produits biologiques et est actuellement présente sur de nombreux annuaires de sociétés respectant les contraintes de la production biologique. Les Établissements René Neymann ont réalisé de nombreuses missions à l'étranger, notamment en 2010 au Japon. Le marché japonais semble approprié au produit proposé par la société alsacienne et Jean-Claude Neymann, actuel directeur général, affirmait à cette occasion : « Le consommateur japonais nous apparaît comme curieux de découvrir des nouveautés, mais en restant très exigeant, sensible à la santé et à l’écologie ». Neymann a également pris part au stand Alsace du Salon international de l'alimentation de Shanghai en 2008.
On notera que l'entreprise alsacienne n'exporte pas en Israël. En effet, selon Jean-Claude Neymann, le marché israélien est déjà occupé par des entreprises locales et il est très difficile de le pénétrer.
Après avoir fait l'objet d'un placement en redressement judiciaire, le 15 décembre 2015, la société est placée en liquidation judiciaire le 19 décembre 2017.

## Produits
Le pain azyme de base proposé par les établissements Neymann est le pain azyme Sanita, présenté sous forme de paquets de 200 ou 400 grammes. Seuls deux produits entrent dans sa composition : de la farine et de l'eau.
La farine utilisée provient de France ou d'Italie. L'usine produit en moyenne trois tonnes de pains azymes par jour, 40 000 galettes par heure.